# TPG Telecom
TPG Telecom — австралийская телекоммуникационная компания, предоставляющая интернет-услуги, а также услуги телефонии, мобильной связи, кабельного телевидения. Работает под брендами Vodafone, TPG, iiNet, AAPT, Internode, Lebara и felix. Крупнейшим акционером (27,8 % акций) является Vodafone Hutchison (Australia) Holdings, совместное предприятие Vodafone и CK Hutchison Holdings.

## История
TPG (Total Peripherals Group) была основана в 1986 году и первоначально занималась продажей компьютерной техники. Позже компания начала оказывать услуги доступа к интернету, а также создала виртуального мобильного оператора. В 2007 году был поглощён интернет-провайдер Chariot, а в 2008 году — SP Telemedia. В 2009 году компания сменила название на TPG Telecom. В 2010 году была поглощена компания PIPE Networks, владевшая волоконно-оптической сетью в Австралии, а также подводным кабелем между Сиднеем и Гуамом. Покупка в 2015 году за 1,4 млрд долларов компании iiNet сделала TPG Telecom вторым крупнейшим интернет-провайдером в Австралии.
Австралийский филиал Vodafone был создан а 1993 году. В 2009 году Hutchison Telecommunications (Australia) Limited объединилась с Vodafone Australia, образовав Vodafone Hutchison Australia. В 2018 году было объявлено о планах объединить Vodafone Hutchison с TPG Telecom, слияние было завершено в марте 2020 года.

## Деятельность
По состоянию на 2022 год у компании было 5,8 млн абонентов мобильной связи, 2,2 млн — кабельного телевидения, интернета и проводной телефонии. На услуги связи розничным клиентам приходится более 80 % выручки, остальное — на телекоммуникационные услуги корпорациям и госучреждениям.